# Gino van Kessel
Gino van Kessel (Alkmaar, 9 marzo 1993) è un calciatore olandese, attaccante dello Zemplín Michalovce.

## Caratteristiche tecniche
Ala destra naturale, si adatta anche a giocare sull'altra fascia o come centravanti, ruolo in cui è stato utilizzato mentre militava nell'AS Trenčín.

## Palmarès

### Club

#### Competizioni nazionali
- Campionato slovacco: 2

AS Trenčín: 2014-2015, 2015-2016
- Coppa di Slovacchia: 2

AS Trenčín: 2014-2015, 2015-2016